# Marianenkraai
De marianenkraai (Corvus kubaryi) is een vogel uit de familie van de kraaien. De vogel werd in 1885 door de Duitse vogelkundige Anton Reichenow geldig beschreven en vernoemd naar de Poolse ontdekkingsreziger John Stanislaw Kubary. Het is een endemische vogel van de Marianen (vroeger Ladrone-eilanden), die ernstig bedreigd wordt met uitsterven.

## Kenmerken
De marianenkraai is 38 cm lang. Het is een vrij kleine kraai. Het mannetje is iets groter dan het vrouwtje. De vogel is helemaal zwart met een metaalblauwe glans op de staart en een groene glans op de rug, buik, borst, kop en vleugels.

## Leefwijze
Als een echte kraai is het een alleseter die foerageert op insecten, hagedissen, vogeleieren, krabben, vruchten en zaden.

## Verspreiding en leefgebied
Het leefgebied van de marianenkraai bestaat uit ongerept bos maar ook secondair bos en begroeiing aan stranden. De soort nestelt echter exclusief in het oorspronkelijke bostype van de eilanden op kalkrijke bodems.
In 2008 waren er nog twee mannetjes op het eiland Guam. In 1998 werd het aantal volwassen vogels op Rota geschat op 234. In 2008 waren dit er nog maar 60. 

## Status
De inheemse vogelfauna, en deze kraai in het bijzonder, worden bedreigd door ontbossingen die veroorzaakt werd door tropische stormen, maar ook door uitbreiding van menselijke nederzettingen en de aanleg van golfbanen. Verder zijn er tal van ingevoerde organismen die de eieren roven of de (jonge) vogels zelf opeten, zoals de bruine nachtboomslang  Boiga irregularis, ratten, verwilderde katten, Pacifische varaan (Varanus indicus) en verder concurrentie met een andere kraaiachtige, de koningsdrongo (Dicrurus macrocercus). BirdLife International schat de totale populatie in 2018 op 50 tot 250 volwassen exemplaren.Om deze redenen staat deze kraai als ernstig bedreigd (kritiek) op de Rode Lijst van de IUCN.